# Biển nội hải

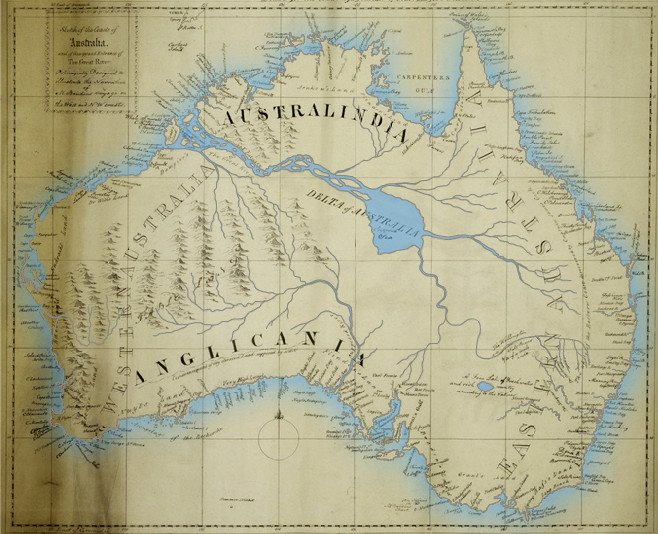
Bản đồ Úc năm 1830 mô tả một 'Con sông Lớn' và một 'Biển giả thuyết' mà cả hai được chứng minh không tồn tại.

Một biển nội hải, hay biển nội địa là một vùng biển nông bao gồm các khu vực trung tâm của châu lục trong thời gian mực nước biển cao dẫn đến sự biển tiến. Ở thời hiện đại, các châu lục dâng ở mức cao, mực nước biển thấp, và có ít các biển nội hải, không lớn hơn so với biển Caspi.